# Chùa Sensō
Chùa Sensō (浅草寺 (Thiển Thảo Tự) Sensō-ji), tên chính thức là Chùa Sensō trên núi Kinryū (金龍山浅草寺 (Kim Long Sơn Thiển Thảo Tự) Kinryū-zan Sensō-ji) là một ngôi chùa cổ nằm ở Asakusa, Taitō, Tokyo, Nhật Bản. Đây là ngôi chùa cổ nhất của Tokyo, và là một trong những ngôi chùa quan trọng nhất ở đây. Trước đây chùa thuộc phái Tendai, sau Chiến tranh thế giới II chùa không thuộc hệ phái nào. Nằm cạnh ngôi chùa là Thần xã Asakusa (một ngôi đền Thần đạo).

## Lịch sử
Ngôi chùa được xây dựng dành riêng cho việc thờ phụng Quan Âm (Kan’on trong tiếng Nhật). Theo truyền thuyết, một bức tượng của Kan’on đã được tìm thấy trên sông Sumida trong năm 628 bởi hai ngư dân, anh em Hinokuma Hamanari và Hinokuma Takenari. Trưởng làng, là ông Nakamoto Hajino, đã công nhận sự thiêng liêng của bức tượng và ông đã tu sửa ngôi nhà của mình thành một ngôi chùa nhỏ ở Asakusa, để người dân có thể thờ phụng Kan’on.
Ngôi chùa được xây dựng vào năm 645, là ngôi chùa cổ nhất Tokyo  Trong những năm đầu của Mạc phủ Tokugawa, Tokugawa Ieyasu xem chùa Sensō như nơi thờ hộ mệnh của gia tộc Tokugawa.

## Khuôn viên chùa
Một chiếc lồng đèn giấy lớn được treo dưới cổng Kaminari (Kaminari-mon, Lôi Môn) ở lối đi chính dẫn vào khuôn viên của chùa. Đi qua cổng là con đường thẳng dẫn về phía bắc đến cổng Hōzō (Hōzō-mon, Bảo Tàng Môn) và điện Kan’on (Kan’on-dō, Quan Âm Đường). Con đường nằm ở hai cổng dài khoảng 250 mét, ngang qua phố Nakamise. Ở đây có các cửa hàng nhỏ san sát nhau, bán đủ mọi thứ, từ đồ lưu niệm đến những bánh bao màn thầu và những con búp bê. Những chiếc quạt đầy màu sắc (có cả hai kiểu xếp được và không xếp được), ô dù và những chiếc lồng đèn, những chiếc áo happi, băng trò chơi điện tử, tất cả những thứ ấy bắt mắt và làm bạn phải dừng chân lại trên đường đi. Bây giờ còn có thêm phố Nakamise Mới cắt ngang phố cũ.
Cuối con đường dài Nakamise là một không khí khác hẳn - một không gian khoáng đãng chỉ bị choán mất một phần bởi cổng Hōzō và Quan Âm Đường ở phía sau, ngôi chùa năm tầng phía bên trái. Bạn sẽ gặp đủ mọi hạng người trước Phật đường. Một số trong họ là khách hành hương, đang ném những đồng bạc vào các thùng phước sương hay mua những tờ giấy o-mikuji đoán chuyện tương lai. Những người khác đến đây dạo chơi hay đến cho chim câu ăn.

## Tham khảo

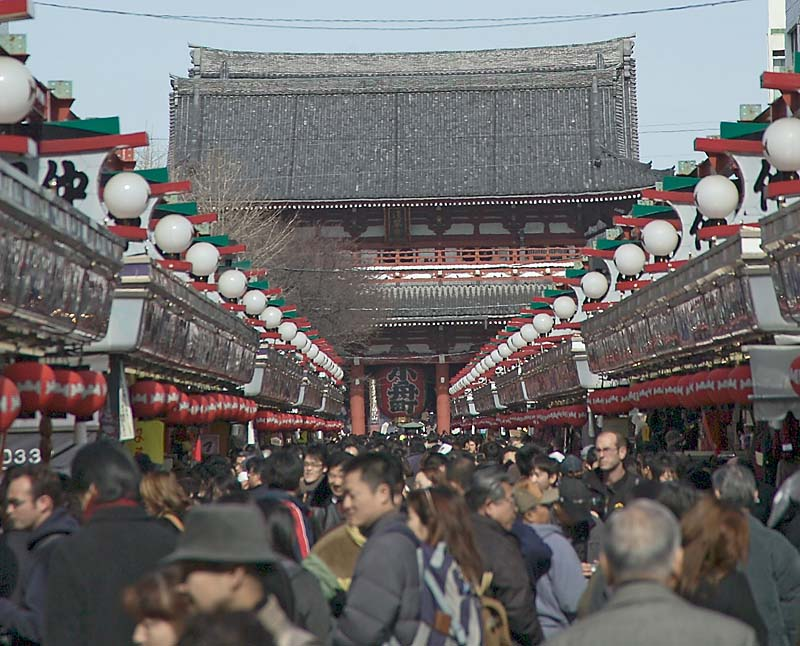
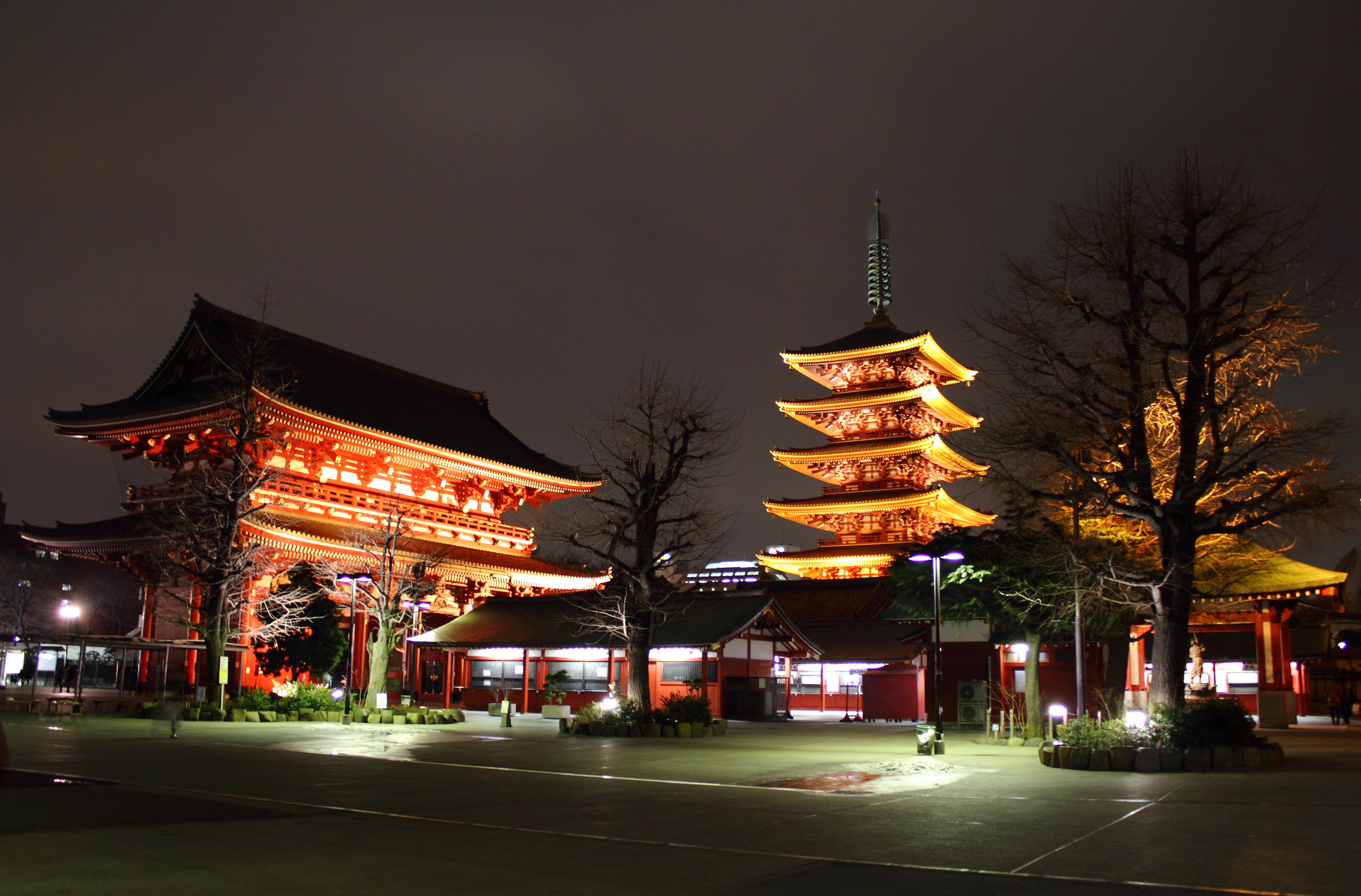
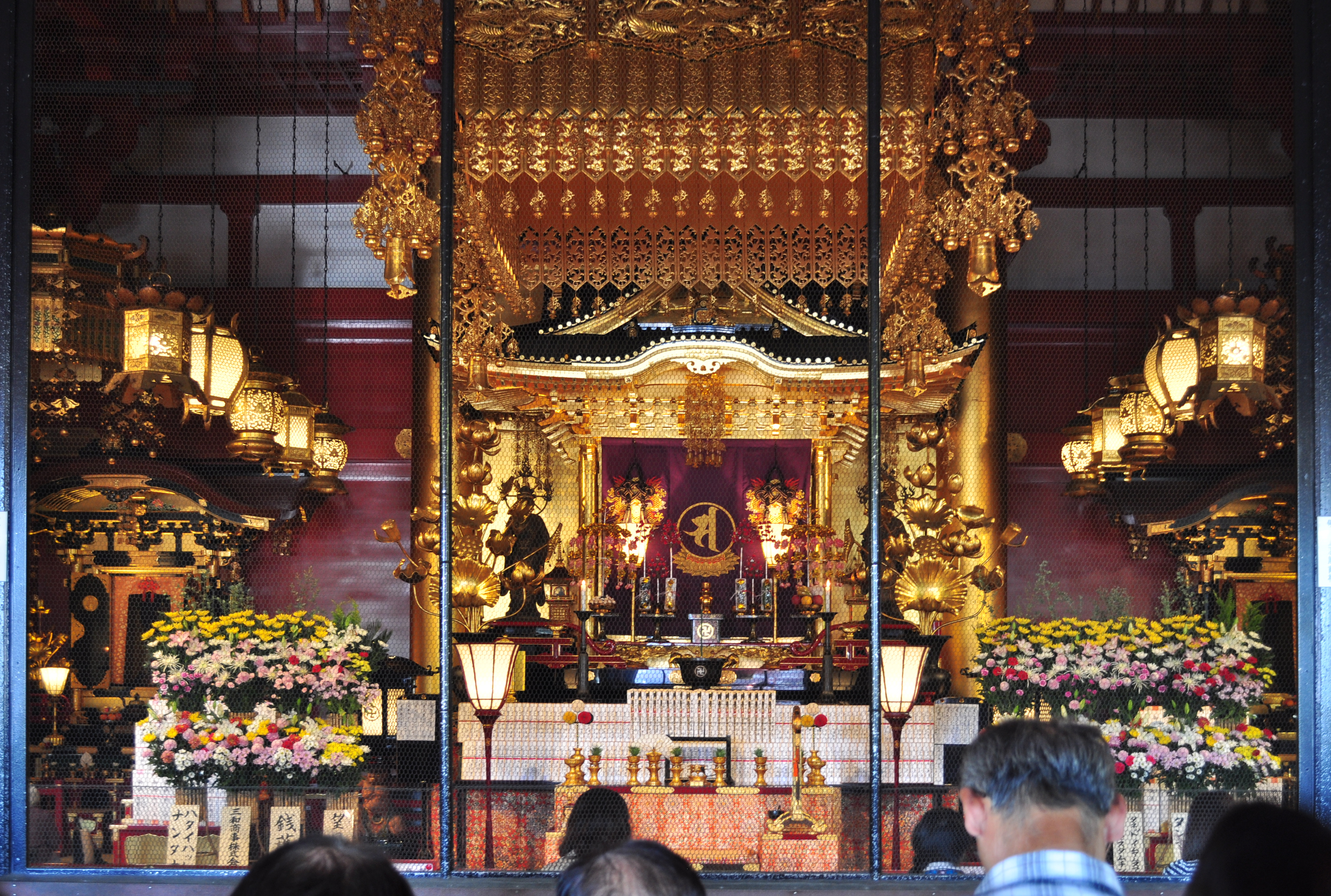
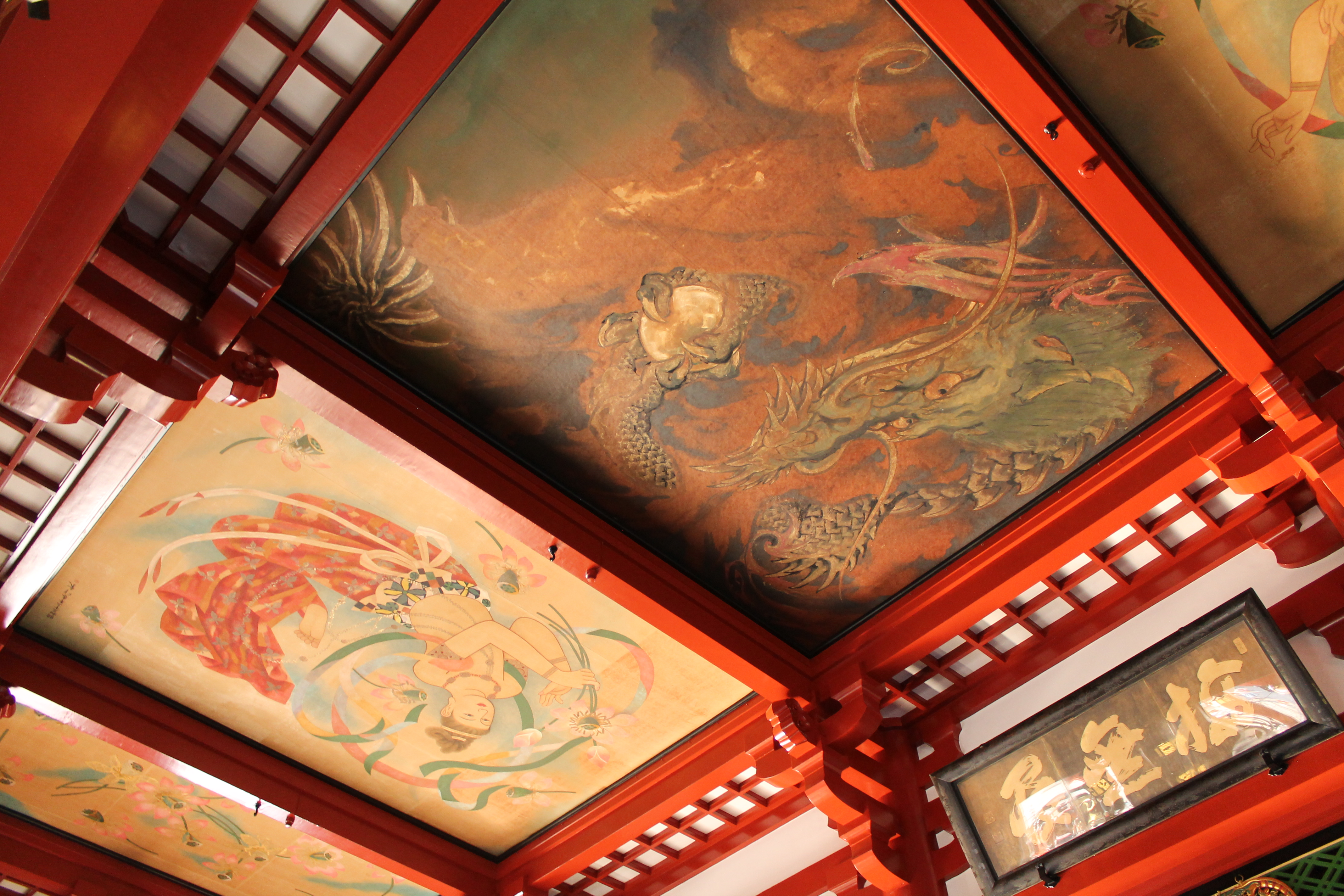
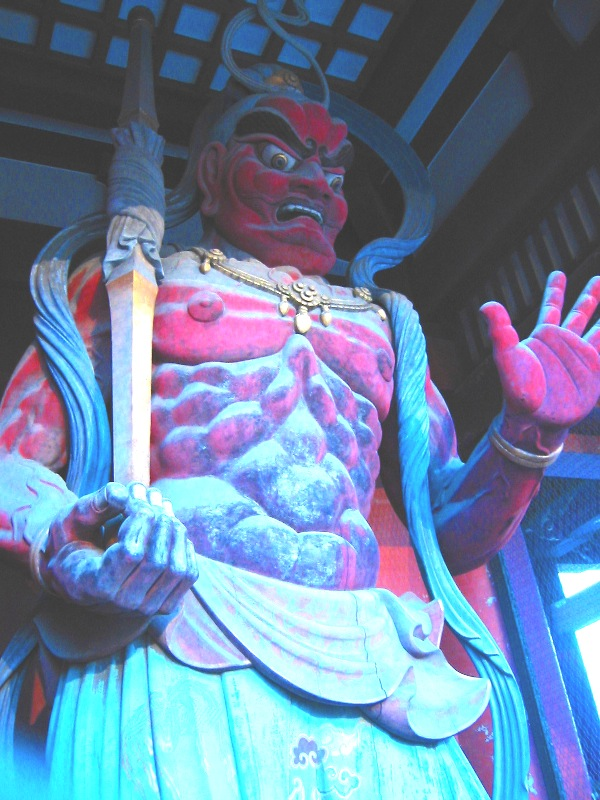
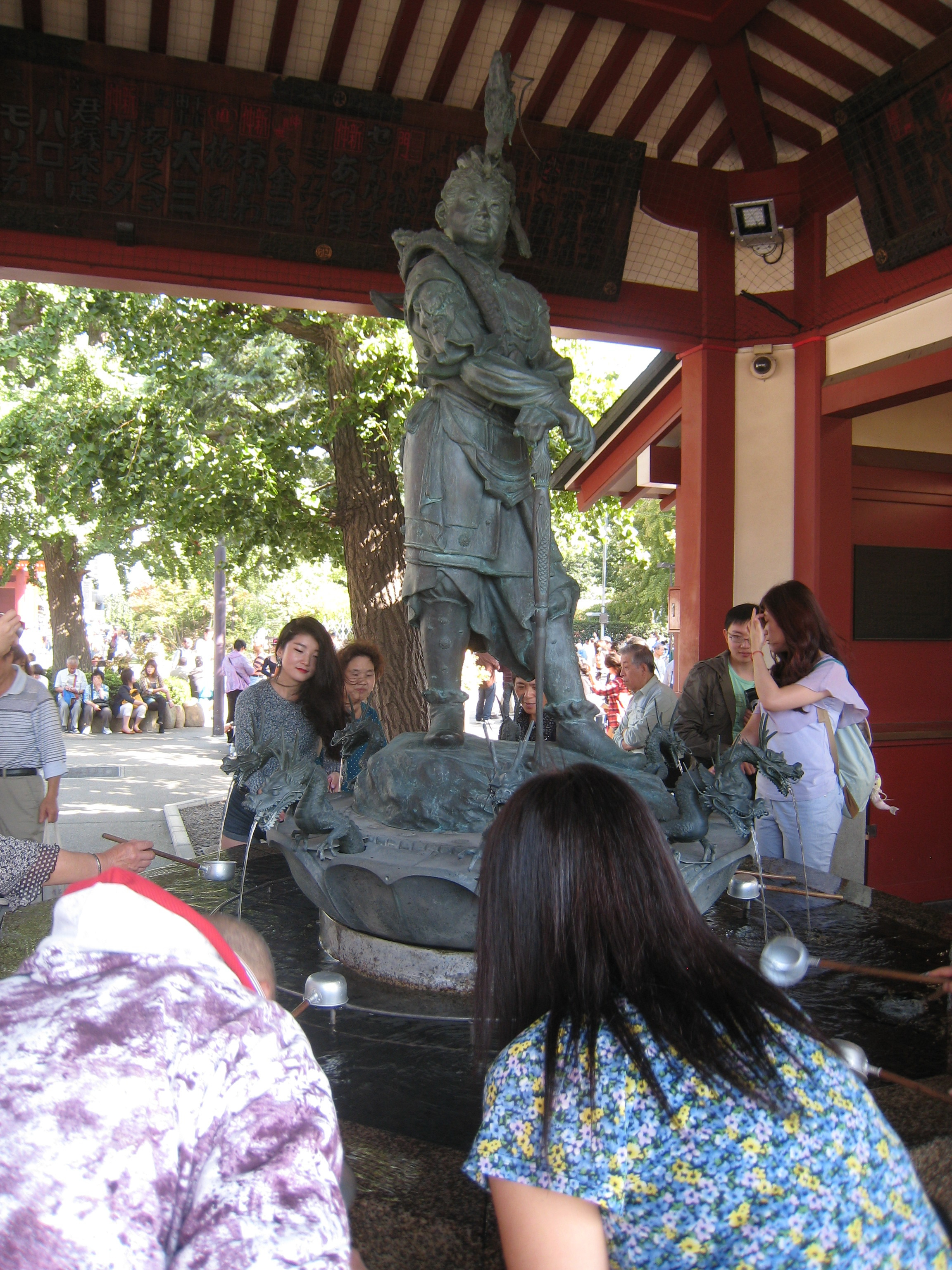
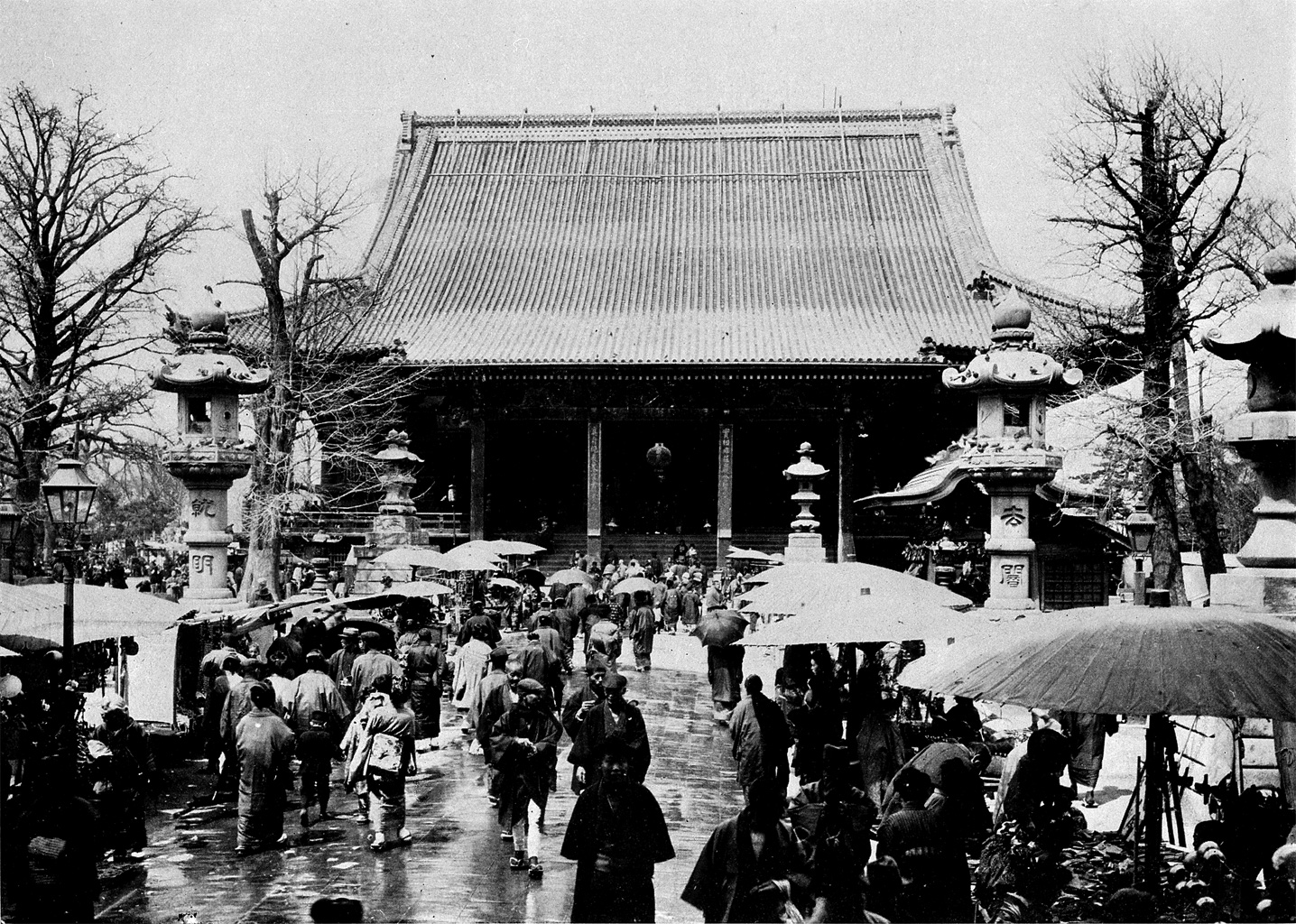
1910
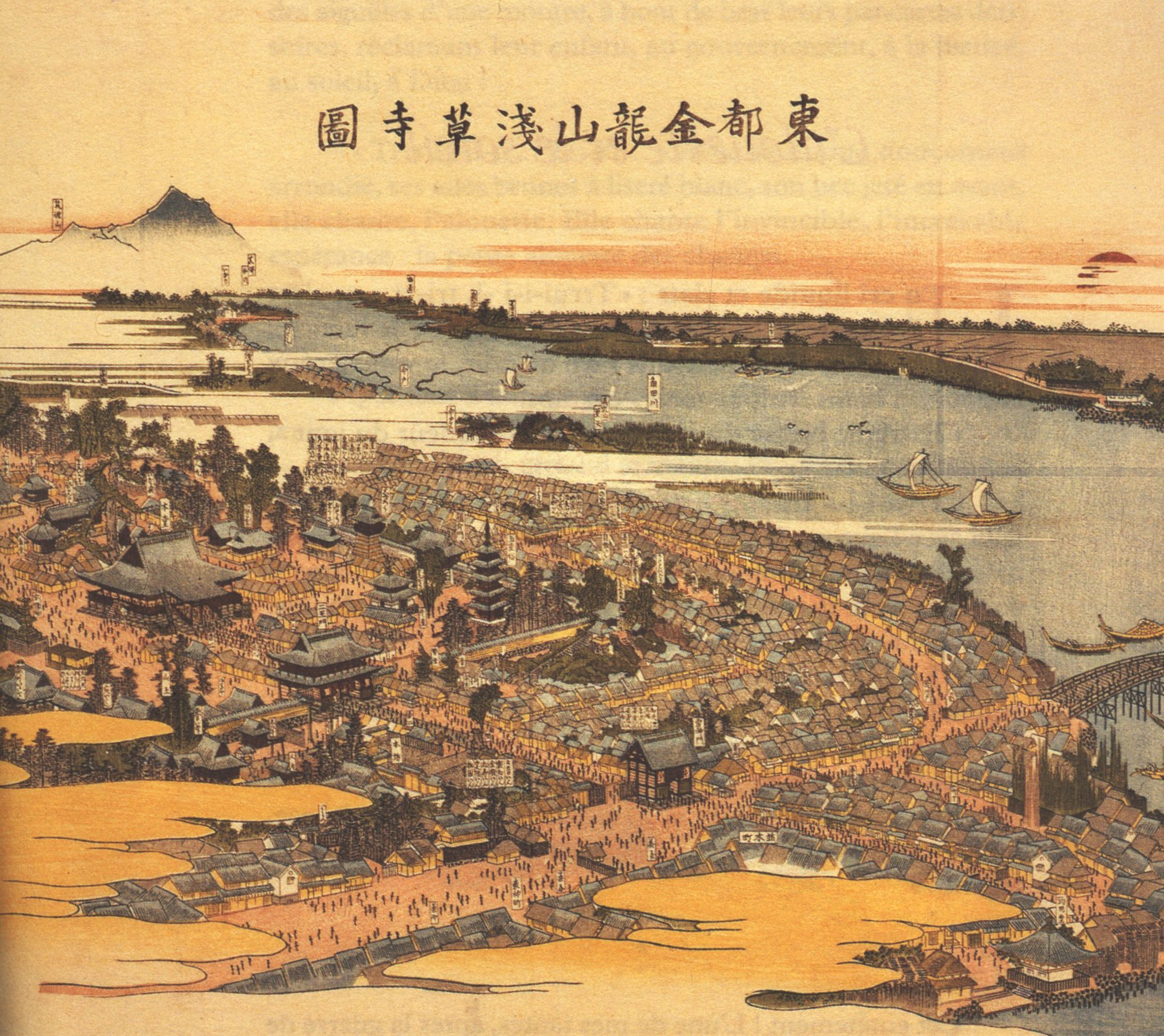
1820
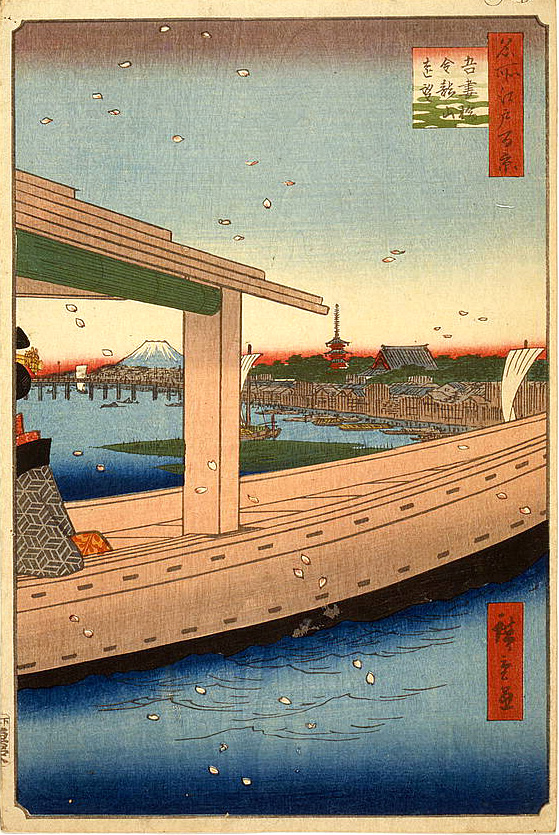
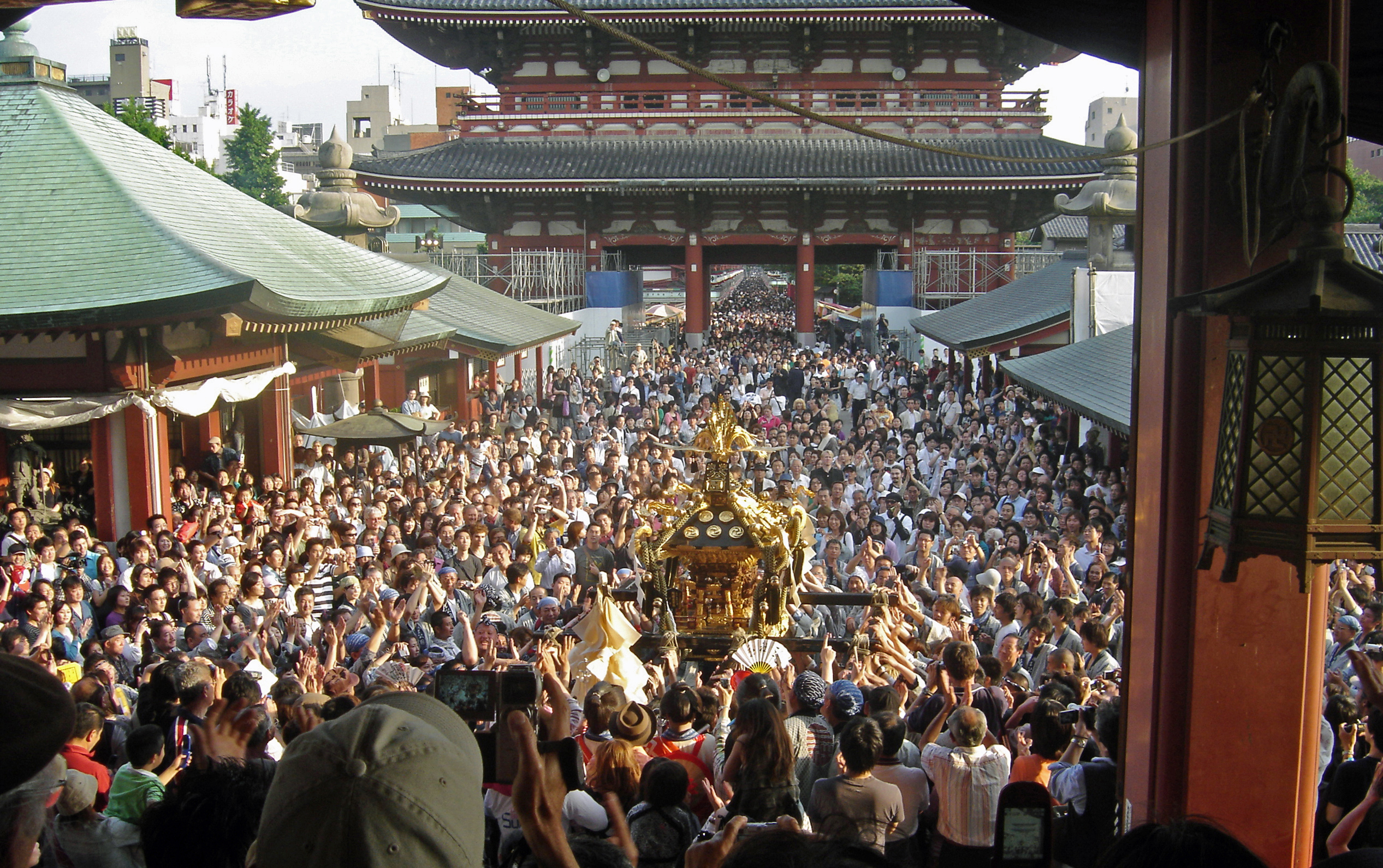
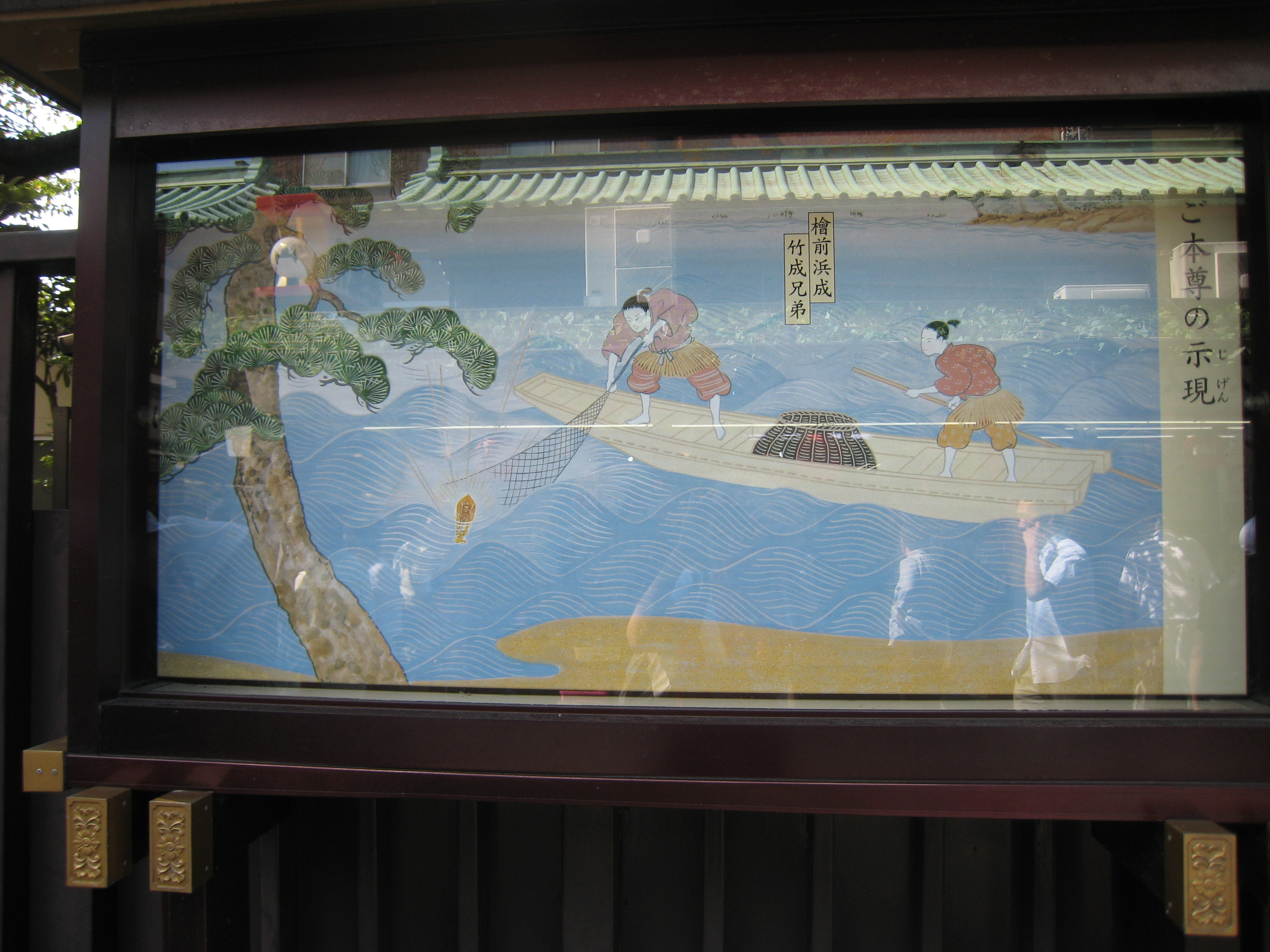
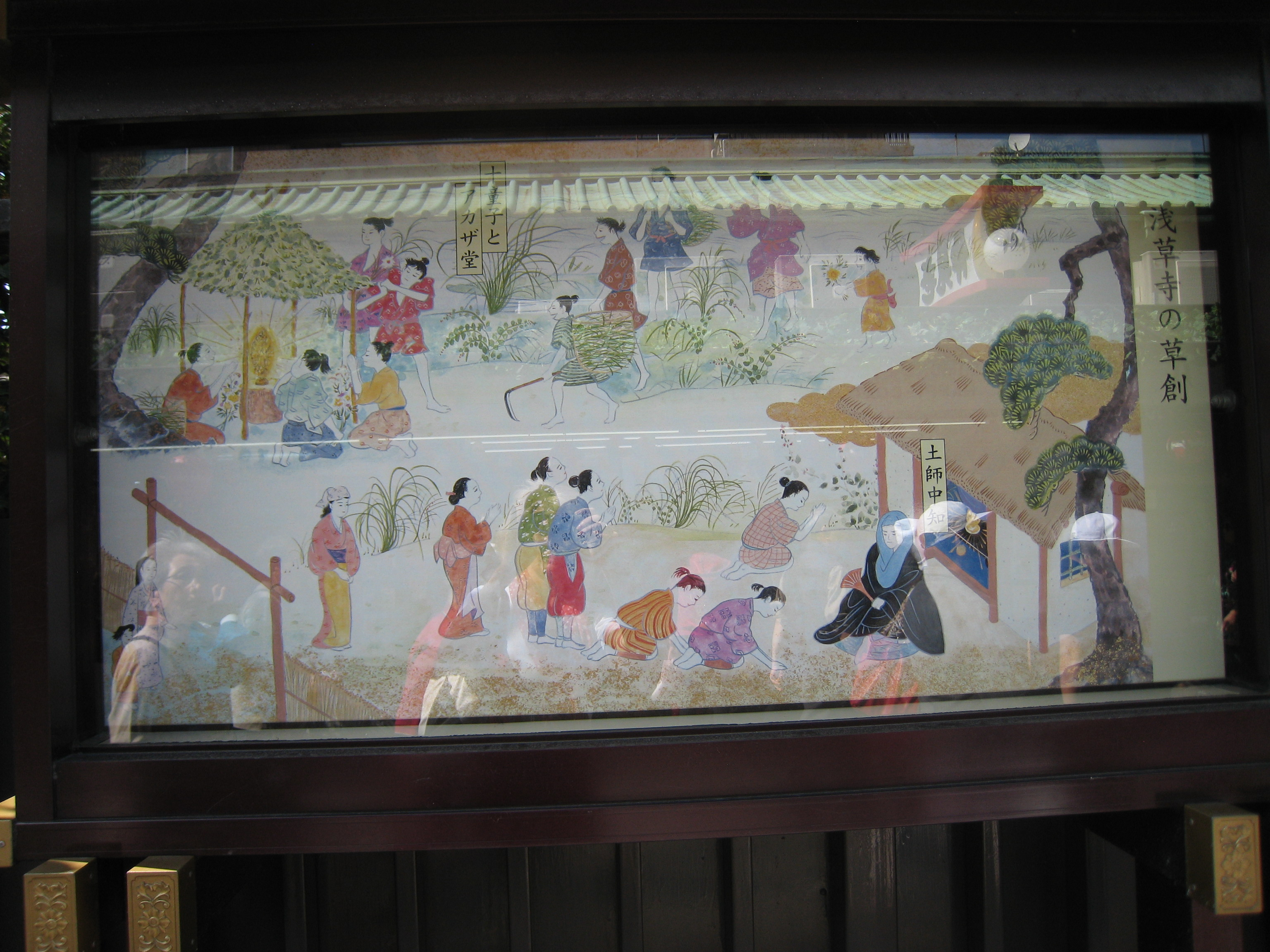

## Liên kết
- Senso-ji official site (tiếng Nhật)
- Senso-ji Main Hall Lưu trữ ngày 19 tháng 9 năm 2010 tại Wayback Machine (tiếng Nhật)